# Gråbergstjärnen (Älvsby socken, Norrbotten)
Gråbergstjärnen är en sjö i Älvsbyns kommun i Norrbotten och ingår i Piteälvens huvudavrinningsområde. Arean är omkring 1 hektar. Den ligger vid det övergivna gruvsamhället Laver.